# 半坡镇
半坡乡，是中华人民共和国河南省洛陽市伊川县下辖的一个乡镇级行政单位。

## 行政区划
半坡乡下辖以下地区：
半坡村、孙村、段庄村、李村、候沟村、刘瑶村、鲁沟村、老君堂村、大郭沟村、小郭沟村、何庄村和白瑶村。